# Suraż
Surażⓘ (em bielorrusso: Сураж) é um município no nordeste da Polônia. Pertence à voivodia da Podláquia, no condado de Białystok. É a sede da comuna urbano-rural de Suraż. Nos anos 1975–1998 a cidade pertenceu administrativamente à voivodia de Białystok.
Suraż está situada no Vale Superior do Narew, no rio Narew, no Parque Nacional do Narew.
Era uma cidade real na Coroa do Reino da Polônia, no condado de Suraski na voivodia de Bielsk-Biała Podlaskie em 1795.
A cidade é uma das menores em população da Polônia — estende-se por uma área de 33,9 km², com 964 habitantes, segundo o censo de 31 de dezembro de 2024, com uma densidade populacional de 28 hab./km². A maioria da população está envolvida na agricultura e pecuária leiteira. Nos últimos anos, a cidade tornou-se um destino turístico devido à proximidade do parque nacional.
A cidade é a sede da paróquia de Corpus Christi. Na estrutura da Igreja Católica de Rito Latino, a paróquia pertence à metrópole de Białystok, à arquidiocese de Białystok e à forania de Białystok — Nowe Miasto. Os habitantes ortodoxos de Suraż pertencem à paróquia da Exaltação da Cruz do Senhor em Kożany. Na estrutura da Igreja Ortodoxa Polonesa, a paróquia pertence à forania de Białystok da diocese de Białystok-Gdańsk.

## História

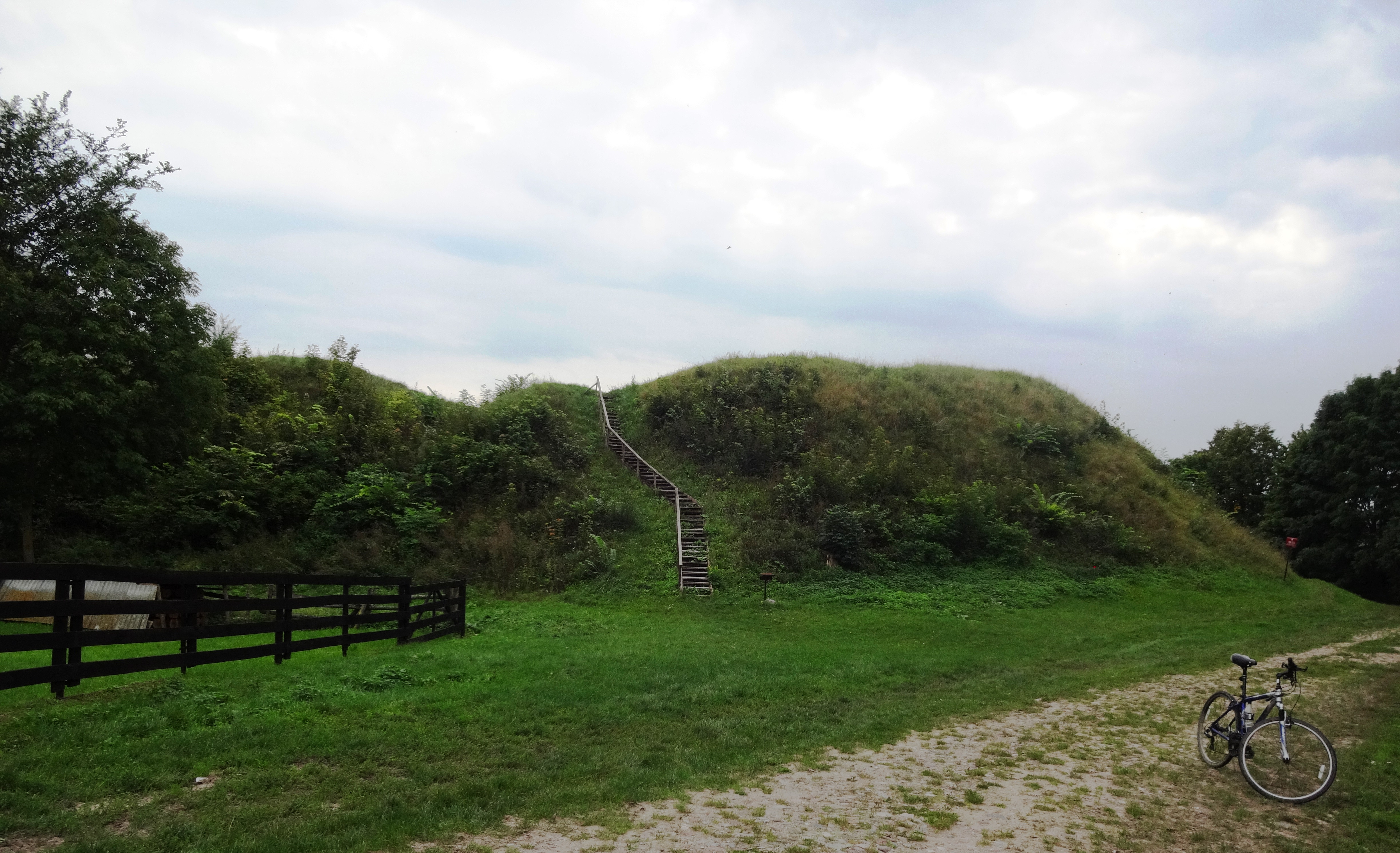
Assentamento pré-medieval e posterior

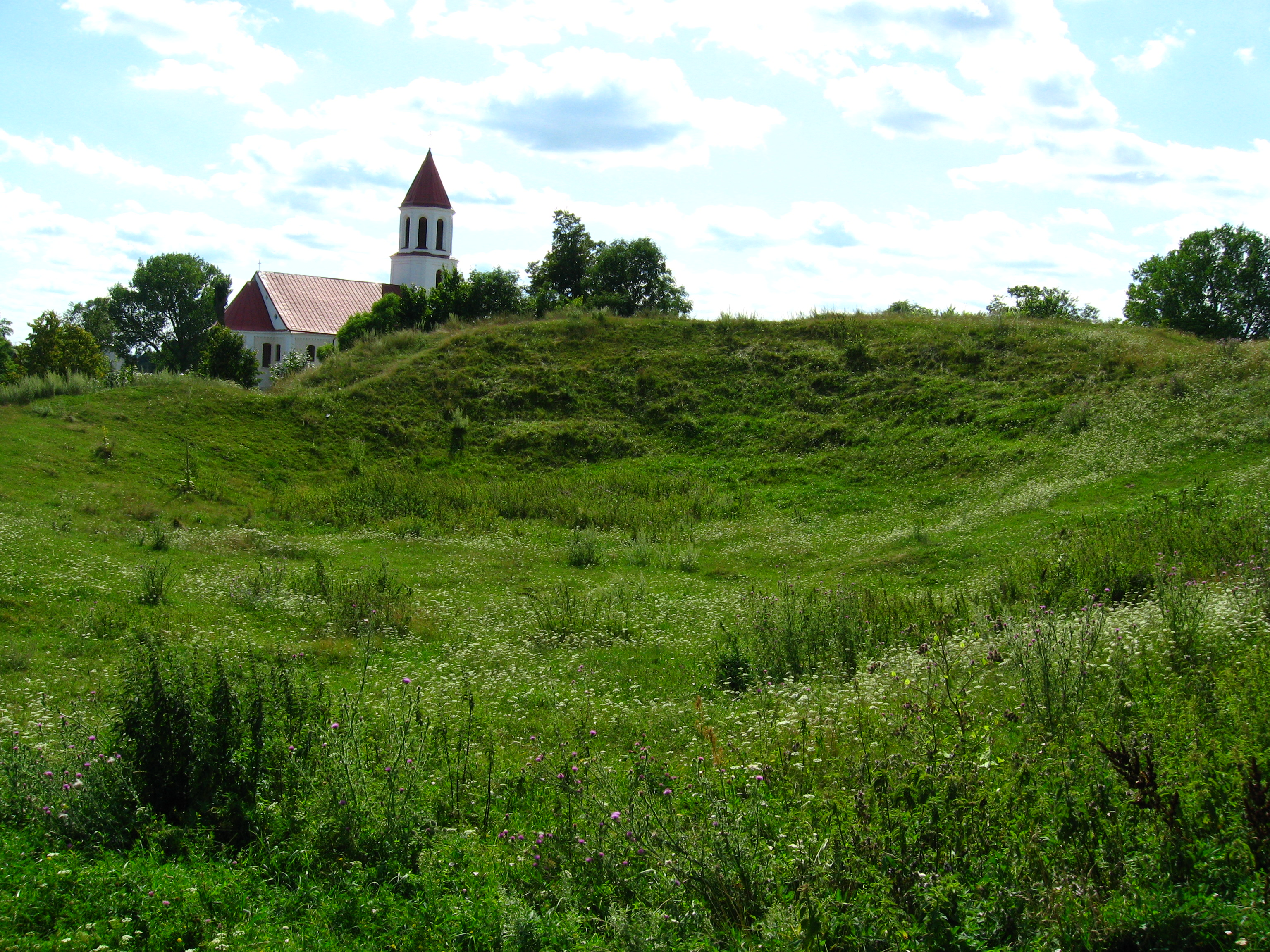
Assentamento chamado Monte da Rainha Bona e ao longe a igreja de Corpus Christi

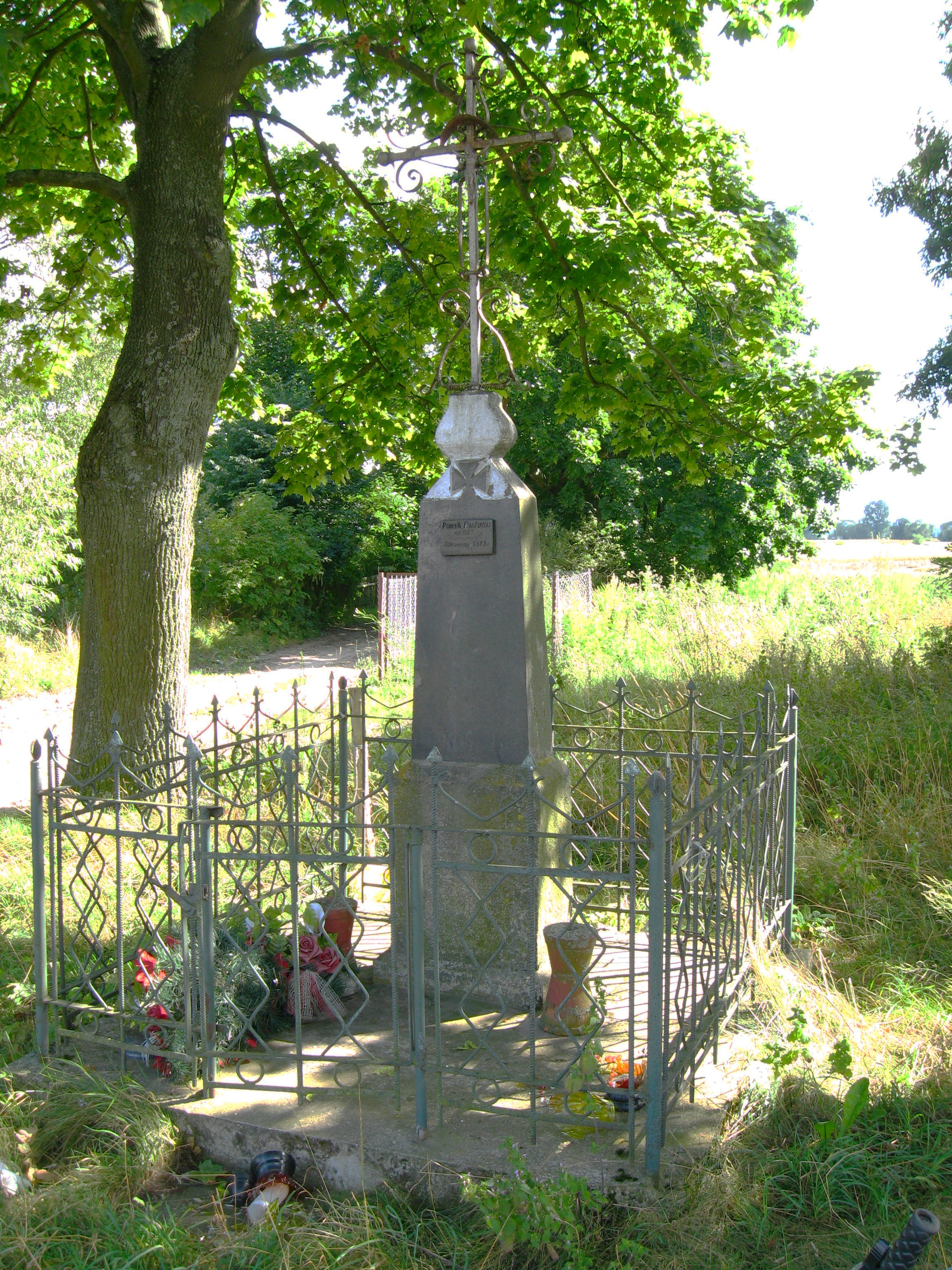
Monumento aos Insurgentes de Janeiro

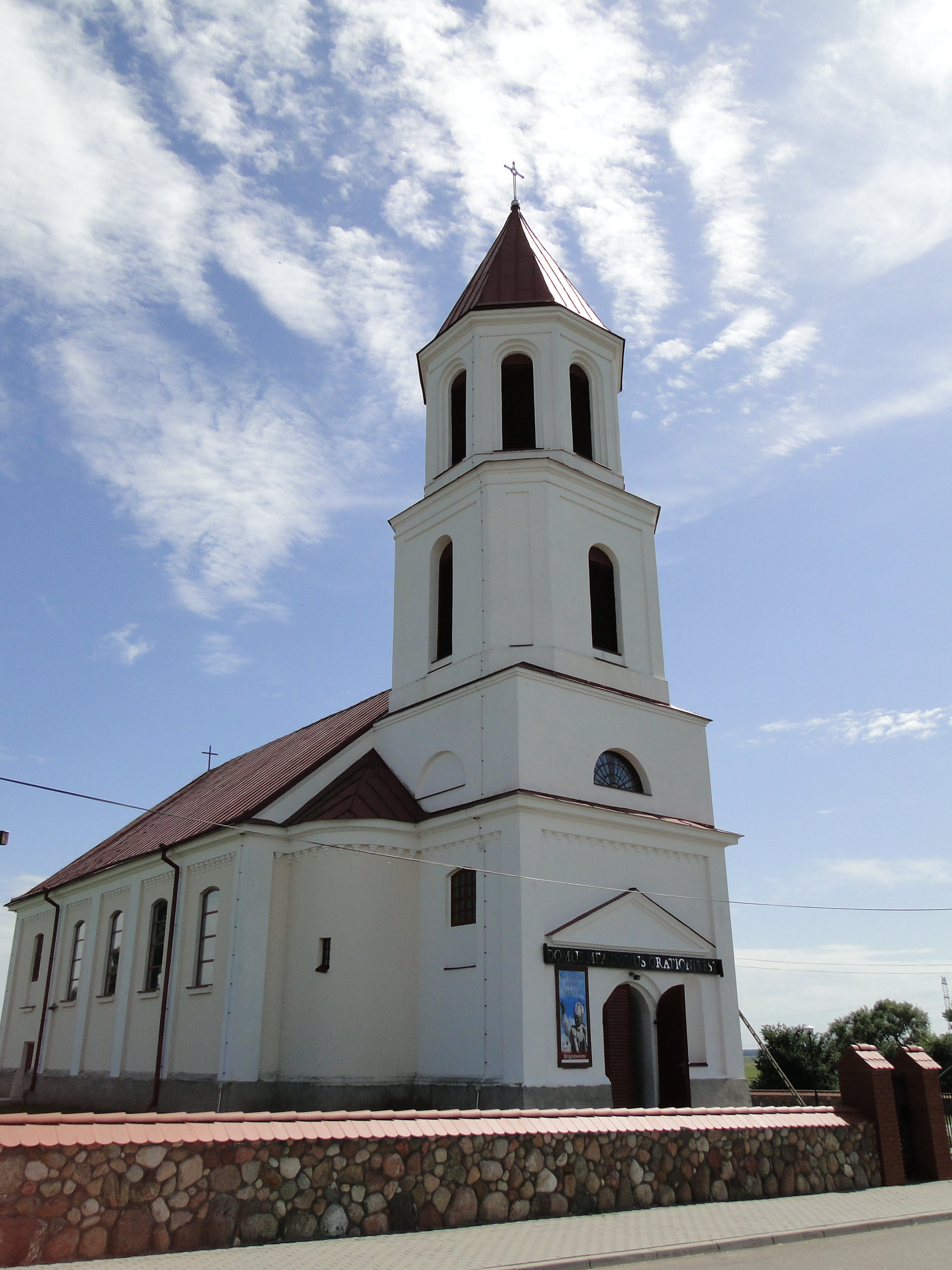
Igreja paroquial de Corpus Christi

Suraż era originalmente um dos castros da Terra de Drohiczyn, mas os assentamentos no rio Narew, perto de Suraż, já existiam no início do século VIII. O início da cidade foi um castro de madeira e terra construído em uma escarpa acima do rio Narew no início do século XI, e era o centro da administração estatal da Mazóvia. A localização de Suraż em relação a outros assentamentos fortificados do século XI, situados nas bacias dos rios Narew e médio Bug, parece indicar suas ligações com o nordeste da Mazóvia e pode ter sido fundada como parte da organização do estado durante o reinado dos primeiros piastas. Devido ao seu tamanho e à construção em forma de caixa das fortificações, o castro de Suraż se assemelha ao castro mazoviano em Święck-Strumiany. A maioria dos objetos pessoais dos falecidos enterrados no cemitério de Suraż, tem contrapartidas com as joias típicas das necrópoles da Mazóvia, com a ausência de objetos com conexões bálticas e eslavas orientais. O castro de Suraż foi fortificado com um fosso, reparos e paliçada, e separada de Jaćwież pelos amplos pântanos do vale do Biebrza ao norte. Após ter sido destruído no final do século XI, o castro foi reconstruído no início do século XII por iniciativa do rei Boleslau II e Ladislau I Hermano como um dos elementos para fortalecer a fronteira nordeste. A partir de meados do século XIII, o castro foi alvo de ataques de prussianos, jotvíngios e rutenos, resultando em sua destruição, separação da Polônia e incorporação ao Ducado de Halich por Daniel Romanowicz. Após a morte de Boleslau Jorge II em 1340, Suraż provavelmente retornou à Mazóvia após ser anexada ao seu ducado por Ziemowit Trojdenowicz. Antes de 1355, Suraż foi presumivelmente incorporada às terras sob o controle do duque lituano Kęstutis. Suraż foi mencionada pela primeira vez em 1379, quando a trégua entre os Cavaleiros Teutônicos e o grão-duque da Lituânia Jagiełło (mais tarde Rei da Polônia) e Kęstutis foi assinada em Trakai, e essa também é a primeira data certa que confirma a incorporação de Suraż à Lituânia. A trégua foi uma consequência da grande razia teutônica nas Terra de Drohiczyn que ocorreu naquele ano e tinha como objetivo proteger as partes de ataques mútuos por 10 anos. Entre os castros mencionados no documento estava Suraż. Em 1382, Suraż foi reincorporada à Mazóvia pelo duque Janusz I, o Velho, mas logo depois foi capturada pelo duque lituano Vitautas Kiejstutowicz. Em setembro de 1390, o rei Ladislau II Jagelão entregou os castros de Suraż, Bielsk, Drohiczyn e Mielnik ao príncipe mazoviano Janusz I, o Velho. No entanto, a fortaleza foi logo recuperada pelo Grão-Ducado da Lituânia. Nas crônicas dos Cavaleiros Teutônicos com Suraż, foi mencionado, entre outros: No outono de 1392, o marechal teutônico Engelhard Rabe, com inúmeros companheiros e peregrinos, apressou-se a (Pisz), o castelo de São João, onde o marechal preparou uma mesa de honra. O senhor Apill Vochs de Franken com o estandarte de São Jorge, ficou em primeiro lugar e eles seguiram para Shirazen (= Suraża), e do castelo desmontaram de seus cavalos para a batalha e prosseguiram através do pântano. Os pagãos entregaram o castelo ao marechal, onde encontraram o cunhado de Witold (Henryk, bispo de Płock, duque da Mazóvia). De manhã eles continuaram, e se tivessem parado, teriam capturado o bispo e retornado. O governador de Suraż, Stanislaw Jelitka, foi mencionado em 1405; em 1420, por ocasião da estada do duque Vitautas em Suraż, foi mencionado em um documento Mikita woiewoda nostro Surazensi, e em 1422 Iwaszka Gasztołd foi mencionado como o prefeito de Suraż (capitaneus Surazzensis). Desde pelo menos 1438, as cortes da região de Bielsko se alternavam entre Brańsk e Suraż. Em 1440, Suraż foi tomada pelo duque Boleslau IV de Varsóvia, mas o Grão-Ducado da Lituânia recuperou o castro em 1444.
Em 16 de setembro de 1445, Suraż recebeu os direitos de cidade de Magdeburgo por Casimiro IV Jagelão. Albert Szaszor tornou-se o primeiro prefeito da cidade. O registro de fonte mais antigo que atesta a existência de uma paróquia católica romana em Suraż data de 24 de abril de 1471. Os direitos de cidade foram confirmados em 1501 e novas vantagens econômicas foram concedidas a ela. Em 1507, após a morte do rei Alexandre Jagelão e a ascensão ao trono de Sigismundo I, o Velho, Suraż, Bielsk e Brańsk, com os territórios pertencentes a eles, foram concedidos à viúva do rei, Helena Ivanovna, como propriedade vitalícia (ela morreu em 1513). Em 1520, Suraż tornou-se a capital de um condado no distrito de Bielski. Em 1533, a propriedade de Bielski, incluindo Suraż, foi comprada de Olbracht Gasztołd pela rainha Bona Sforza e permaneceu em sua posse até 1556, quando ela renunciou a todas as suas propriedades com sua saída do país. No local do castro, no final do século XV ou início do século XVI (possivelmente por iniciativa da Rainha Bona Sforza), foi construído um castelo de madeira com uma torre circular de tijolos na muralha do lado da cidade e do portão. As fundações da torre foram descobertas em 1936. A partir da praça do mercado, o castelo de madeira era conectado à cidade por uma ponte de madeira sobre um fosso. O castelo foi destruído por um incêndio em 9 de maio de 1603 e nunca mais foi reconstruído. Hoje, seu único remanescente é o Castelo da Colina. Em 1569, Suraż, com a voivodia da Podláquia, foi incorporada à Coroa do Reino da Polônia, permanecendo ao longo de sua existência uma cidade real, subordinada aos starostas residentes em Zawyki. Em 1588, foram estabelecidos tribunais de terra. A cidade era habitada por poloneses, judeus e colonos rutenos. A presença do Mercado Rus' em um distrito anteriormente ocupado por colonos é um vestígio do passado.
Antes de 1560, três igrejas ortodoxas foram construídas em Suraż: São Pedro e São Paulo, a Transfiguração do Senhor e a de São João. Após a conclusão da União de Brest, as igrejas ortodoxas aceitaram suas disposições. A igreja da Transfiguração do Senhor foi demolida em 1792. O templo de São Pedro e São Paulo funcionou como igreja uniata até 1839, e nesse ano, sob as disposições do Sínodo de Połock, tornou-se propriedade da paróquia ortodoxa. Havia 303 crentes ortodoxos vivendo em Suraż; era uma das menores paróquias desta denominação na eparquia de Vilnius e da Lituânia.
Em 1590, foi fundada aqui uma congregação ariana, sob os cuidados de Paweł Orzechowski, o starosta de Suraż, a congregação deixou de existir em 1612. Durante o Dilúvio sueco, a cidade foi amplamente destruída pelas tropas suecas que passaram e acamparam perto dela em 1655, e novamente em maio de 1657 pelos soldados de Carlos X Gustavo, bem como por seus aliados transilvanos e cossacos. Conforme as descobertas de Cezary Kukla, a população da cidade poderia ser estimada em 1 902 pessoas em 1580 e em 1663, ela tinha 610 habitantes, portanto, a diminuição da população foi de 68%. Durante o Dilúvio sueco, os edifícios e a infraestrutura da cidade também foram destruídos.
A partir de 1797, Suraż foi anexada pelo Reino da Prússia e em 1807, após os Tratados de Tilsit, a cidade tornou-se parte da Rússia, tornando-se parte da região de Białystok como uma cidade supranumerária.
Suraż foi um importante centro de resistência durante a Revolta de Janeiro — a cidade foi capturada por uma unidade rebelde de Władysław Roman Cichorski, pseudônimo “Zameczek”. Já na noite de 22 para 23 de janeiro de 1863, os russos foram expulsos da cidade. Os habitantes de Suraż ajudaram os insurgentes, entre outras coisas, fornecendo-lhes armas brancas, no entanto, em 13–14 de maio de 1863, um destacamento de insurgente sob o comando de Julian e Mikołaj Konopiński, os proprietários das terras de Reńszczyzna, foi destruído pelos russos. Os soldados russos então comemoraram sua vitória visitando Suraż com o padre ortodoxo local Konstanty Prokopowicz de Wołyń, enforcado pelos moradores em 22 de maio. Após o colapso da revolta, uma contribuição foi imposta à cidade e inúmeras terras privadas confiscadas dos habitantes. Em 15 de abril de 1865, Michał Laskowski, um dos agentes da inteligência dos insurgentes, foi enforcado na Praça do Mercado em Suraż. Por participar da Revolta de Janeiro, os russos revogaram os direitos municipais da cidade e enviaram dois moradores para a Sibéria. Eles eram: Jan Holak, Franciszek Karłowicz e Stanisław Zdrojkowski.
Após a Revolta de Janeiro, uma nova igreja ortodoxa de tijolos da Transfiguração do Senhor foi erguida em Suraż.
Em 1864 foi construída uma sinagoga. Era um prédio de madeira. Em 1909, uma nova sinagoga foi construída em seu lugar. Em 1915, ela foi destruída durante um incêndio na cidade. Outra sinagoga foi construída em 1917, mas esta também não existe mais. Foi destruída pelos alemães durante a ocupação nazista.
O colapso final da cidade foi causado pela construção da Ferrovia Varsóvia-Petersburgo em 1862, que contornou Suraż. Ao mesmo tempo, trouxe o desenvolvimento da vizinha Łapy.
A cidade foi quase completamente incendiada pelos alemães em 1915 e a última igreja de Suraż foi destruída. Em 1923 Suraż reconquistou seus direitos municipais.
O Museu Arqueológico Social é dedicado à história da cidade.

## Atrações turísticas

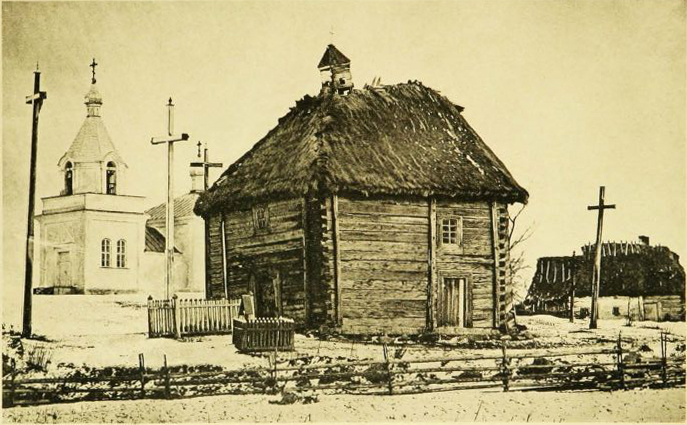
Em primeiro plano uma igreja ortodoxa uniata (1899). Suraż recuperou os seus direitos municipais

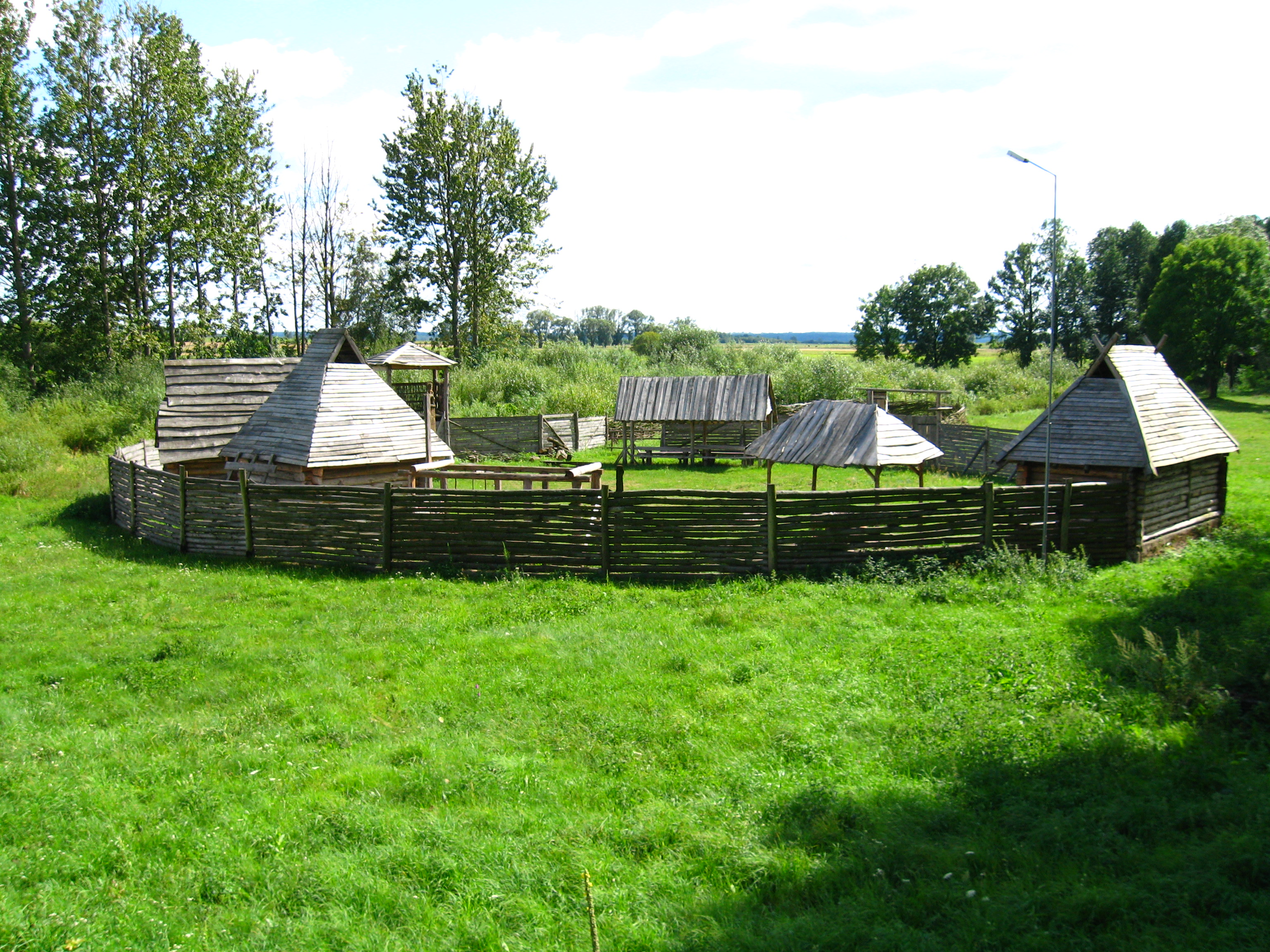
Assentamento eslavo medieval inicial de Nawia

- Castelo “Monte da Rainha Bona” dos séculos XII-XV
- Fortaleza medieval “Ostrówek” em Zawyki
- Igreja de 1873
- Cemitério católico perto da igreja
- Cemitério judaico de 1865
- Edifícios de madeira antigos
- Traçado da cidade do século XV com dois mercados
- Monumento aos insurgentes de 1863 na rua Zakościelna
- Museu Arqueológico particular de Władysław Litwińczuk na rua Białostocka 6[21]
- Museu do Patrimônio Geracional de Leszek Poniński na rua Białostocka 1
- Museu do Santuário em Suraż na rua Białostocka 16[22]
- Cemitério uniata e ortodoxo do século XVII com uma capela de cemitério dedicada ao Nome de Maria da segunda metade do século XVIII em Zawykie
- Local da antiga propriedade Reńszczyzna de Mikołaj Konopiński
- Assentamento medieval eslavo de Nawia

## Demografia
Conforme os dados do Escritório Central de Estatística da Polônia (GUS) de 31 de dezembro de 2024, Suraż é uma cidade muito pequena com uma população de 964 habitantes (40.º, último lugar na voivodia da Podláquia e 992.º na Polônia), tem uma área de 33,9 km² (7.º lugar na voivodia da Podláquia e 151.º lugar na Polônia) e uma densidade populacional de 28 hab./km² (39.º, penúltimo lugar na voivodia da Podláquia e 1011.º lugar na Polônia). Nos anos 2002–2024, o número de habitantes diminuiu 2,1%.
Os habitantes de Suraż constituem cerca de 0,61% da população do condado de Białystok, constituindo 0,08% da população da voivodia da Podláquia.
| Descrição                         | Total      | Total    | Mulheres   | Mulheres | Homens     | Homens   |
| --------------------------------- | ---------- | -------- | ---------- | -------- | ---------- | -------- |
| unidade                           | habitantes | %        | habitantes | %        | habitantes | %        |
| população                         | 964        | 100      | 490        | 50,8     | 474        | 49,2     |
| superfície                        | 33,9 km²   | 33,9 km² | 33,9 km²   | 33,9 km² | 33,9 km²   | 33,9 km² |
| densidade populacional (hab./km²) | 28         | 28       | 14,2       | 14,2     | 13,8       | 13,8     |

Segundo o Censo de 1921, a cidade era habitada por 1 180 pessoas, incluindo 1 048 católicos, 7 ortodoxos, 5 evangélicos e 120 judeus. Ao mesmo tempo, 1 112 habitantes declararam nacionalidade polonesa, 2 bielorrussos e 66 judeus. Havia 206 edifícios residenciais aqui.

## Monumentos históricos

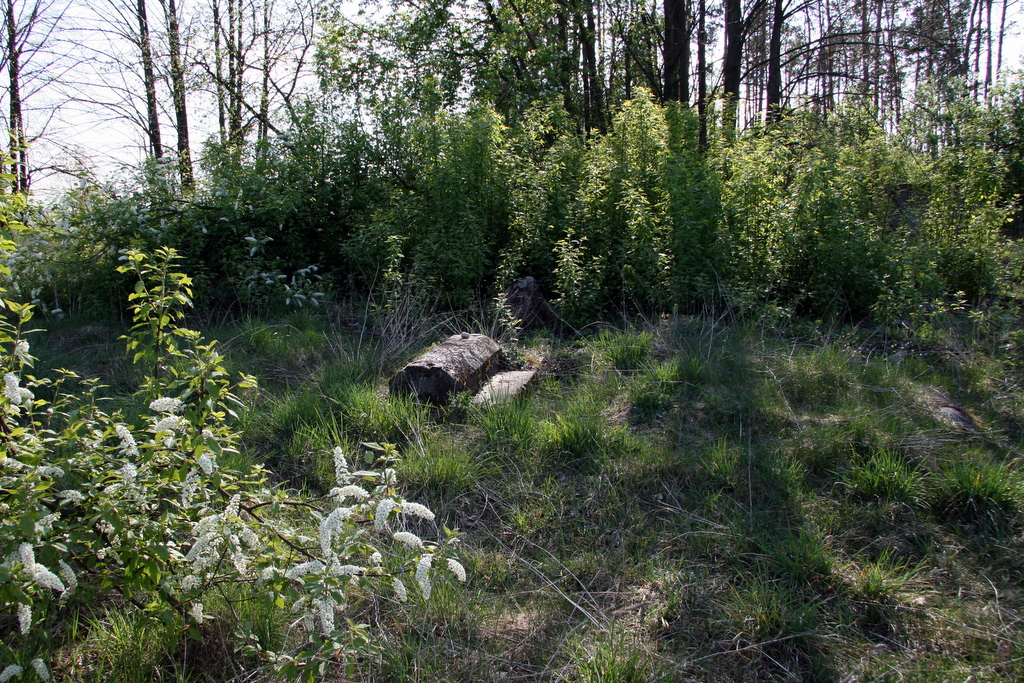
Cemitério judaico em Suraż

- Castro medieval — um assentamento fortificado à beira do rio foi construído no século XI por iniciativa dos governantes poloneses para proteger a fronteira nordeste.[5] Após ser destruído, foi reconstruído no início do século XII. Em meados do século XII, foi tomado pelo Ducado de Halich e, em meados do século XIII, pela Lituânia.[5] Em 1392, o castelo de madeira e barro foi incendiado durante uma invasão dos Cavaleiros Teutônicos. Após a reconstrução, o subúrbio deu origem a uma cidade fundada sob a Lei de Magdeburgo em 1445. Naquela época, no local do antigo castelo, presumivelmente por iniciativa da Rainha Bona, foi construído um novo castelo de madeira com uma torre redonda de tijolos. O castelo foi destruído por um incêndio em 1603 e não foi reconstruído novamente;[5]
- Igreja paroquial de 1874;
- Disposição espacial da cidade, séculos XV-XVI;
- Cemitério católico;
- Cemitério judaico.[27]

Suraż em mapas antigos
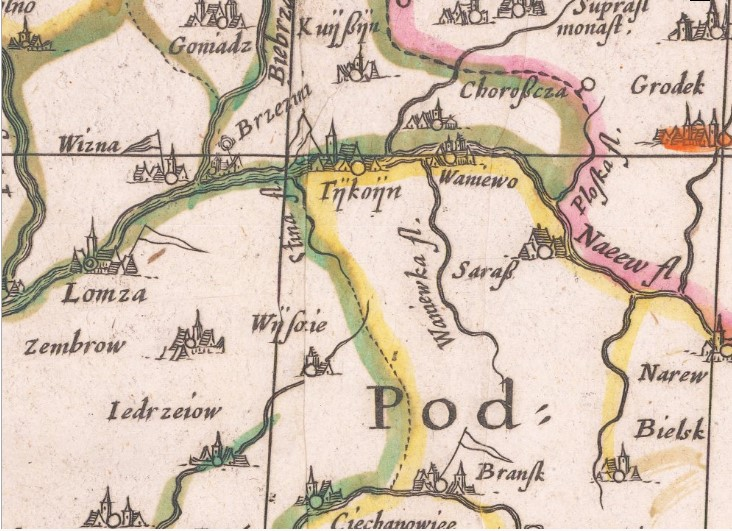
Mapa de 1613
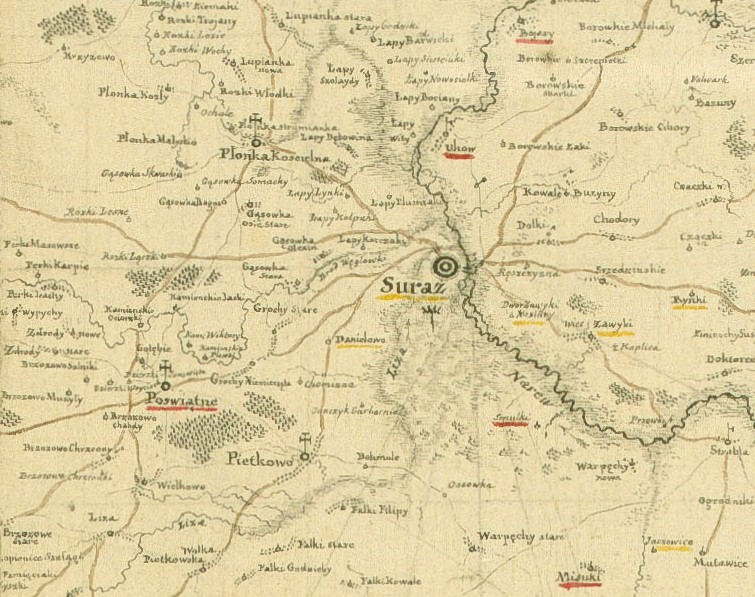
Mapa de 1795
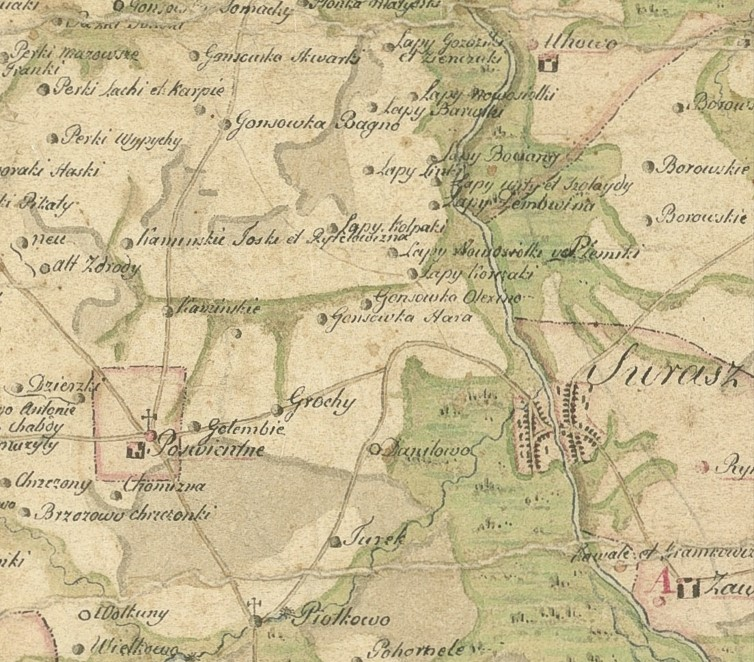
Mapa de 1804
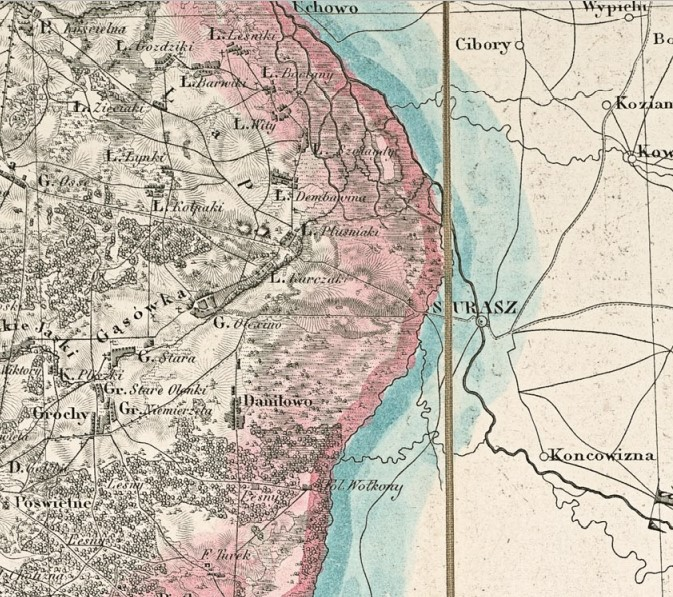
Mapa de 1839
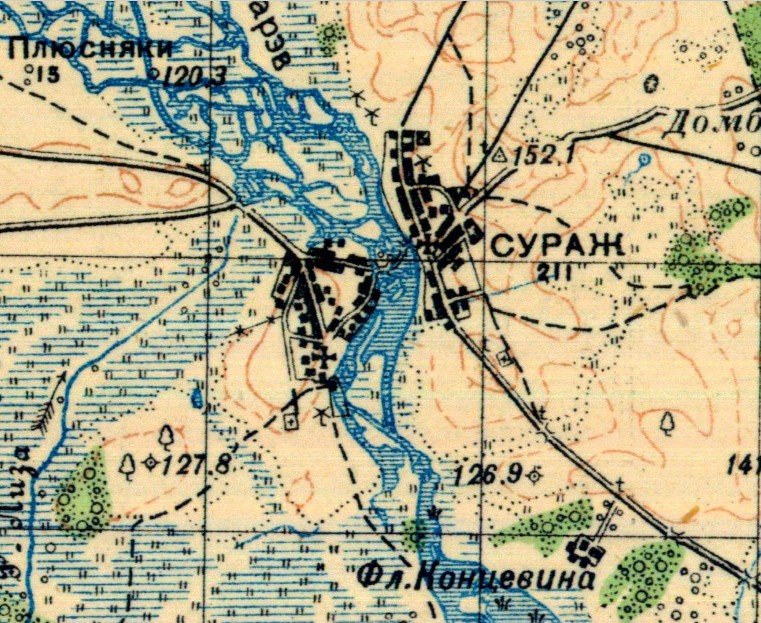
Mapa de 1940

## Esportes
A cidade tem um clube de futebol, o Znicz Suraż, que se retirou da competição de Classe A após a temporada 2021/2022 e atualmente não joga em nenhuma competição sênior.